# Joško Gluić
Joško Gluić (Split, 23 september 1951) is een Joegoslavisch voormalig voetballer die als middenvelder speelde. Gluić is een etnische Kroaat.
Gluić begon zijn loopbaan in 1969 bij HNK Hajduk Split waarmee hij in 1971 kampioen van Joegoslavië werd en in 1972 en 1973 de Beker van Joegoslavië won. Hij werd echter geen vaste waarde in het team. In 1973 kwam hij kortstondig uit voor Toronto Croatia. Hij had daarvoor echter geen toestemming gevraagd en Hajduk spande een zaak aan bij de FIFA waarna hij geschorst werd. Gluić keerde terug bij Hajduk maar zou niet meer spelen. In 1974 werd hij verhuurd aan FK Borac. Tussen november 1974 en 1976 speelde hij 42 wedstrijden voor Go Ahead Eagles waarin hij 14 doelpunten maakte. Hierna stapte hij over naar AFC Ajax waar hij in het seizoen 1976/77 zeven wedstrijden speelde zonder te scoren. Ajax werd na een zwakke competitiestart in 1976/77 toch uiteindelijk nog landskampioen. Aan het begin van het seizoen 1977/78 kwam hij niet meer opdagen bij Ajax. In het seizoen 1977//78 speelde Gluić voor Grazer AK en in 1978 ging hij voor Olimpija Ljubljana spelen waar hij in één seizoen en slechts drie wedstrijden speelde. In het seizoen 1980/81 kwam hij uit in de Amerikaanse indoorcompetitie MISL voor Philadelphia Fever.